# Malá Morava

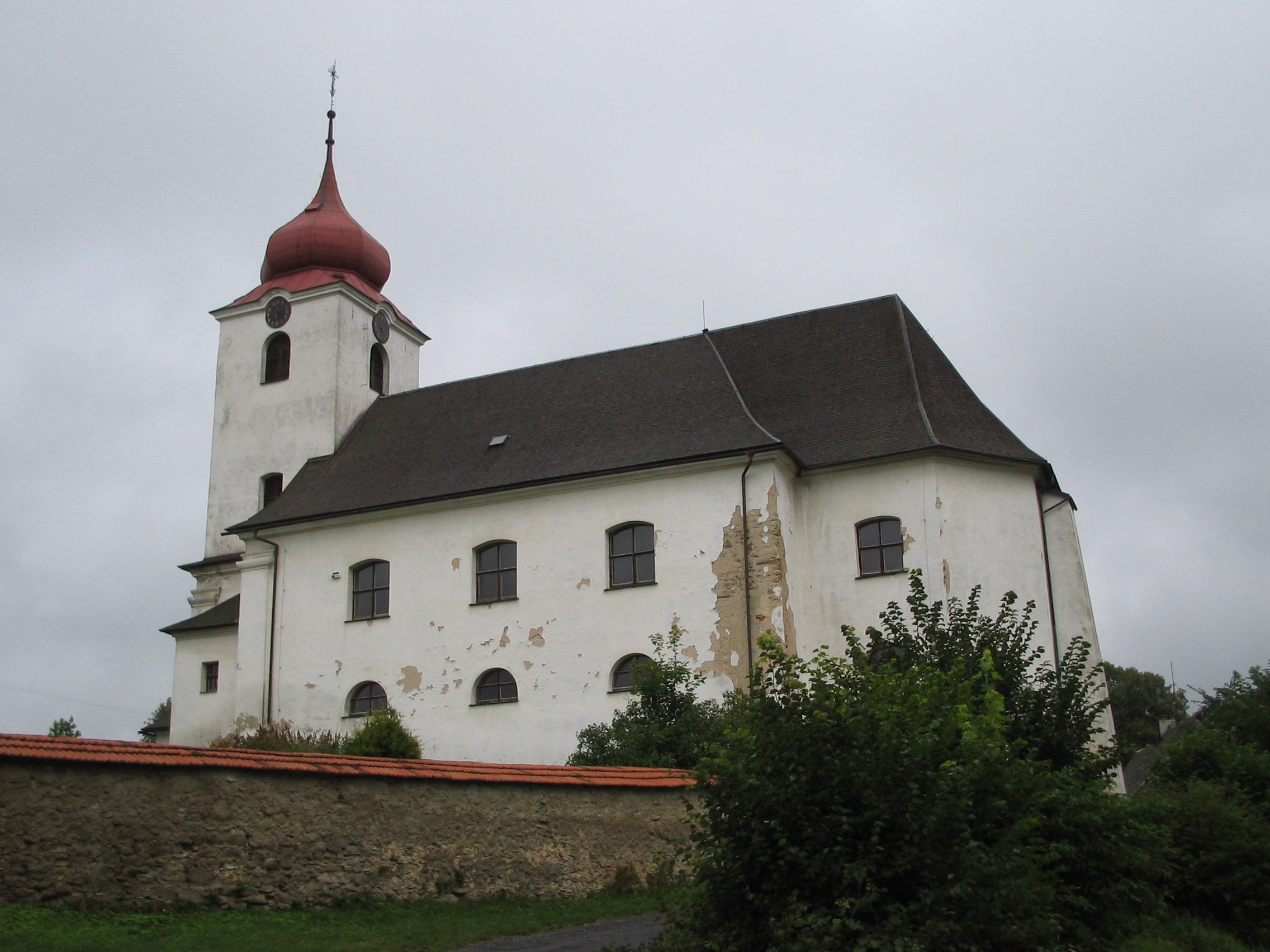
Kirche Mariä Himmelfahrt

Malá Morava (deutsch Klein Mohrau) ist eine Gemeinde mit 570 Einwohnern in Tschechien. Sie liegt am Südhang des Glatzer Schneegebirges in einer Entfernung von jeweils ca. 8 km zwischen den Städten Králíky und Hanušovice. Der Ort liegt im Tal des gleichnamigen Flüsschens Malá Morava (Kleine March), das unterhalb des Dorfes in die March mündet und gehört dem Okres Šumperk an.

## Geschichte
Die erste urkundliche Erwähnung von Klein Mohrau erfolgte 1350 bei der Errichtung des Bistums Leitomischl. Im Laufe des 15. Jahrhunderts, vermutlich durch die Hussitenunruhen, erloschen Dorf und Pfarre wieder.
1563 ordnete die Herrschaft Goldenstein die Neueinsetzung eines Gerichtsschulzen an und ließ eine hölzerne Kirche errichten, das bis 1621 genutzt wurde. Nach dem Dreißigjährigen Krieg wurden im Jahre 1677 in Klein Mohrau 66 Gehöfte bewirtschaftet. Gemeinsam für die Dörfer Groß Mohrau (Velká Morava) und Woitzdorf (Vojtíškov) wurde eine neue Kirche errichtet.
Im oberhalb gelegenen Ortsteil Glasdörfel stand seit 1437 eine Glashütte ständig in Betrieb, die damit wahrscheinlich die älteste der ganzen Gegend ist.
1834 war die Einwohnerzahl von Klein Mohrau auf 913 angewachsen. Im Jahre 1848 ist der Ort zum Gerichtsbezirk Mährisch Altstadt und der Mährisch Schönberger Hauptmannschaft zugeordnet worden. Das 1876 angelegte Untersuchungsgefängnis für Pascher und spätere Zollstation wurde zur örtlichen Schule umgebaut, die jedoch im Jahre 2001 wieder abgeschafft wurde.
Der landwirtschaftliche Charakter des Ortes hat sich bis heute erhalten, an Industriebetrieben siedelten sich lediglich eine Töpferei, ein Flachsverarbeitungsbetrieb, eine Gerberei und zwei Mühlen an.
Nach dem Zweiten Weltkrieg wurden die deutschen Einwohner vertrieben. Ab 1949 bewirtschaftete das Staatsgut Hanušovice die Felder.
Wegen Mangel an Arbeit verließen mit der Zeit immer mehr Einwohner das Dorf, das dadurch entvölkert wurde und verödete. Die Lederfabrik, eine Mühle, die Molkerei und schließlich auch die Töpferei wurden stillgelegt.

## Sehenswürdigkeiten
Die aus der Zeit des Rokoko stammende Steinskulptur der Immaculata aus dem Jahre 1771 sowie das geschützte Areal der Barockkirche der Jungfrau Mariae Himmelfahrt sind zwei Denkmäler, die von der Blütezeit des Ortes zeugen.

## Gemeindegliederung
Zur Gemeinde Malá Morava gehören die Ortschaften Křivá Voda (Krummwasser), Podlesí (Grumberg), Sklené (Glasdörfel), Vlaské (Blaschke), Vojtíškov (Woitzdorf), Vysoká (Neudorf Alt.), Vysoký Potok (Hohenfluß) und Zlatý Potok (Goldenfluß).
Der Ortsteil Podlesí war im 17. Jahrhundert ein Bergstädtchen. Aus Vysoká stammt Franz Schuberts Vater Franz Theodor Schubert. Auf dem Gemeindegebiet liegen die nach 1945 erloschenen Ansiedlungen Krondörfl und Valbeřice (Walbergsdorf).

## Persönlichkeiten
- Franz Theodor Schubert (* 1763), Lehrer, Schulleiter und Vater von Franz Schubert